# هيلدر كوستا
هيلدر كوستا (مواليد 12 يناير 1994) هو لاعب كرة قدم برتغالي يلعب في مركز الجناح لعب سابقاً في نادي الاتحاد السعودي.

## روابط خارجية
- هيلدر كوستا على موقع الاتحاد الأوربي (الإنجليزية)
- هيلدر كوستا على موقع إي إس بي إن إف سي (الإنجليزية)
- هيلدر كوستا على موقع قاعدة بيانات كرة القدم.إي يو (الإنجليزية)
- هيلدر كوستا على موقع ناشيونال فوتبول تيمز (الإنجليزية)
- هيلدر كوستا على موقع Soccerbase.com (لاعب) (الإنجليزية)
- هيلدر كوستا على موقع Soccerway.com (الإنجليزية)
- هيلدر كوستا على موقع عالم كرة القدم.نت (الإنجليزية)
- هيلدر كوستا على موقع AS.com (الإسبانية)